# Nathalie du Pasquier

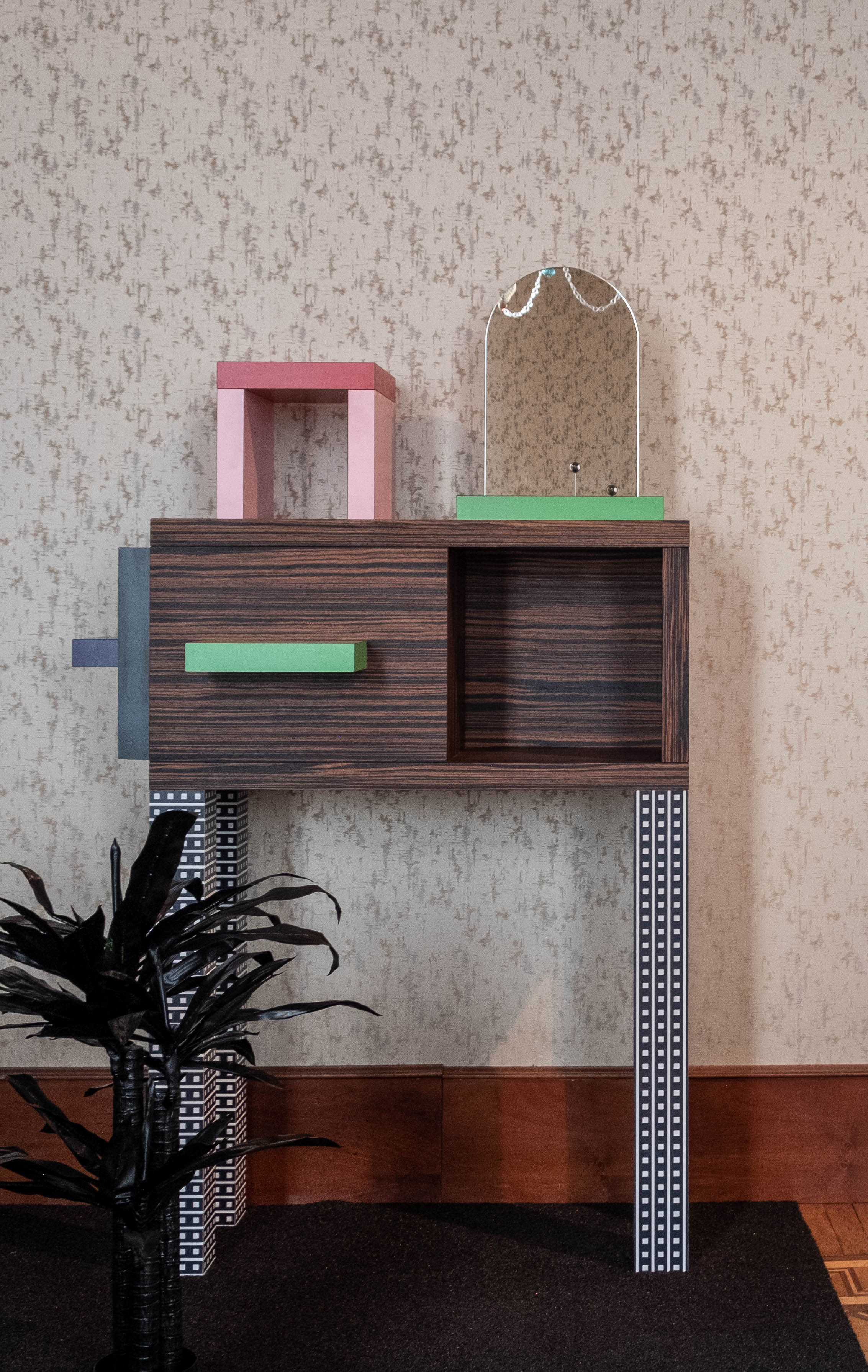
Sideboard „Emerald“, Memphis Milano, Design: Nathalie Du Pasquier, 1985

Nathalie du Pasquier (* 1957 in Bordeaux) ist eine in Mailand lebende Künstlerin und Designerin, die vor allem als Gründungsmitglied der Memphis-Gruppe sowie durch ihre gestalterische Arbeit für Memphis bekannt wurde. Ihr Frühwerk umfasst Möbel, Textilien, Kleidungsentwürfe und Schmuck sowie grafische Muster, die im Kontext der Memphis-Bewegung ikonischen Status erhielten. Seit 1987 widmet sie sich stärker der Malerei.
Du Pasquier wurde 1957 in Bordeaux, Frankreich, geboren. Sie war stark durch ihre Eltern beeinflusst: Ihre Mutter war Kunsthistorikerin und vermittelte ihr das Verständnis für klassische Kunst. Von 1975 bis 1977 reiste sie durch Gabun und Westafrika – eine Reise, die ihre grafische Formensprache stark prägen sollte; 1979 zog sie nach Mailand.

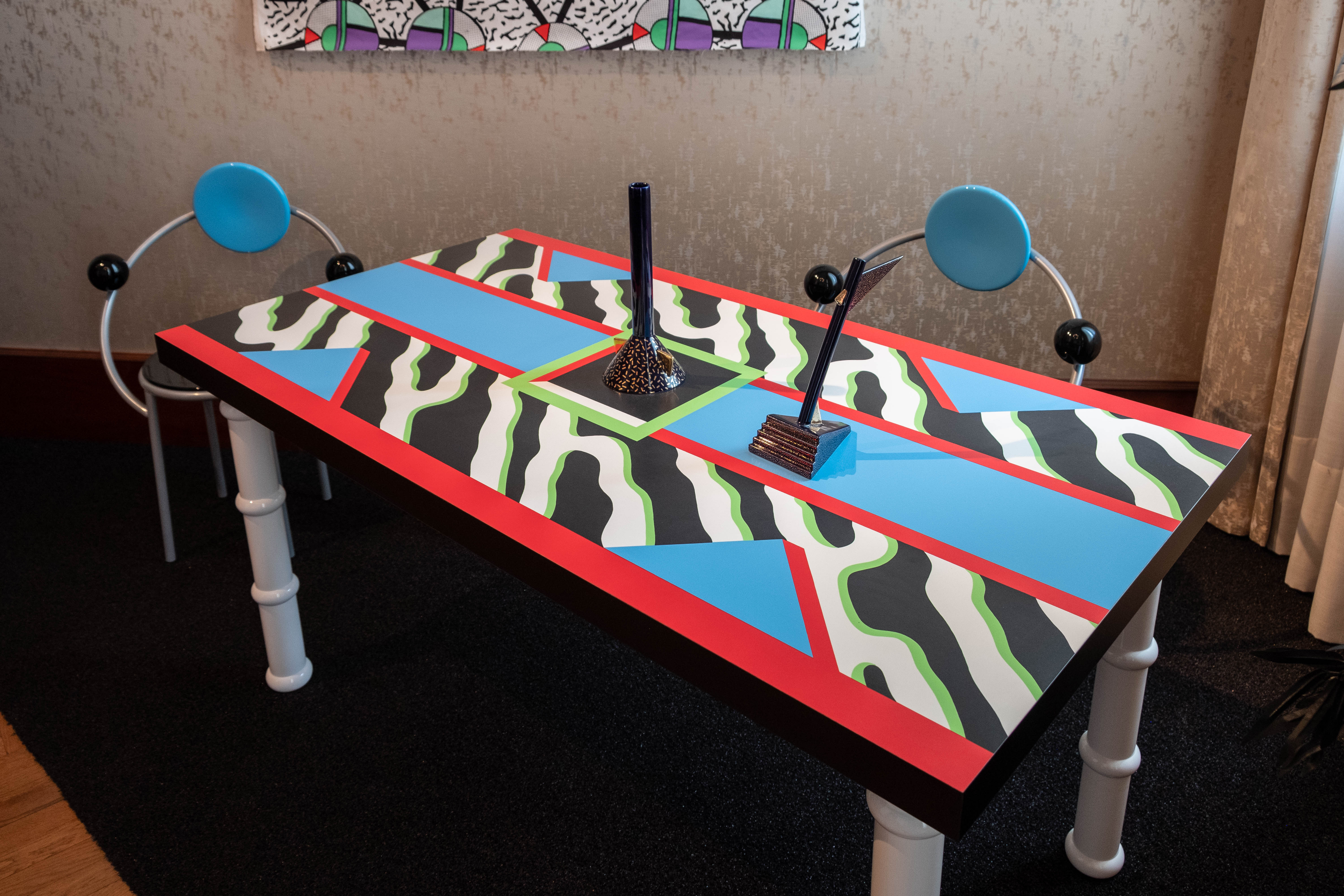
Tisch „Madras“, Memphis Milano, Design: Natalie du Pasquier, 1986

## Design
In Mailand lernte sie den Designer George Sowden kennen. 1981 wurden die beiden von Ettore Sottsass gebeten, Gründungsmitglieder von Memphis zu werden – eine Designergruppe, die für ihre postmodernen Arbeiten unter dem Motto „form follows fun“ bekannt wurde. Du Pasquier war jüngstes Mitglied dieser Designer-Gruppe und wurde insbesondere durch die bunten Oberflächenmuster für Möbel sowie für ihr Textil-Design bekannt, mit denen sie den Look der Memphis-Gruppe nachhaltig prägte. Farben und Formen ihrer Muster wie Kenya (1982) oder Gabon (1982) sind in der Sammlung des MoMA und des The Met, 5th Avenue, New York vertreten; besonders Zaire (1982, in der Sammlung des MoMA), Cerchio und Zambia (1982) sowie Craquelé (1983) erlangten ikonischen Charakter. Sie wurden auch von anderen Mitgliedern der Memphis-Gruppe verwendet. So setzte Georg Sowden ein Muster von du Pasquier bei seinem Sessel Oberoi (1981) ein.
Du Pasquier entwarf für Memphis Objekte, Möbel, Interieurs, aber auch Häuser und ganze Städte. Zudem realisierte sie eigenen Möbel wie ihr Sofa Royal (1983). Die mit ihren Mustern bedruckten Baumwollstoffe wurden von der Mailänder Firma Rainbow produziert, ihre Teppiche wie Arizona (1983) und California (1983) von Elio Palmisano. Nachdem sich die Memphis-Gruppe 1987 aufgelöst hatte, konzentrierte sich du Pasquier auf Malerei und Bildhauerei. Für die Jahresedition 2024 des Haus Konstruktiv in Zürich arbeitete sie mit dem Drucker Jean-Charles Kien zusammen.

## Malerei
Bereits 1985 hatte du Pasquier mit Malerei begonnen, ab 1987 verstärkte sie ihre künstlerischen Auseinandersetzungen. International wird sie von den Galerien Pace und Greta Meert in Brüssel vertreten. Zudem wurde ihr Werk in mehreren Überblicksausstellungen präsentiert. 2015 wurde eine Einzelausstellung über Nathalie du Pasquier in Berlin gezeigt mit dem Titel „Big Game“. Diese Ausstellung umfasste 35 Jahre ihres künstlerischen Schaffens, beginnend mit dem Jahr 1980. Das Institute of Contemporary Art an der University of Pennsylvania eröffnete 2016 eine Ausstellung mit dem Titel „Big Objects Not Always Silent“, die abstrakte Zeichnungen, Skulpturen und figurative Gemälde aus mehreren Jahren umfasste. 2017 zeigte sie 50 Arbeiten in einer großen Einzelausstellung in London. Zudem wurde du Pasquier 2019 in der Gruppenausstellung „Future, Former, Fugitive“ im Palais de Tokyo in Paris ausgestellt.

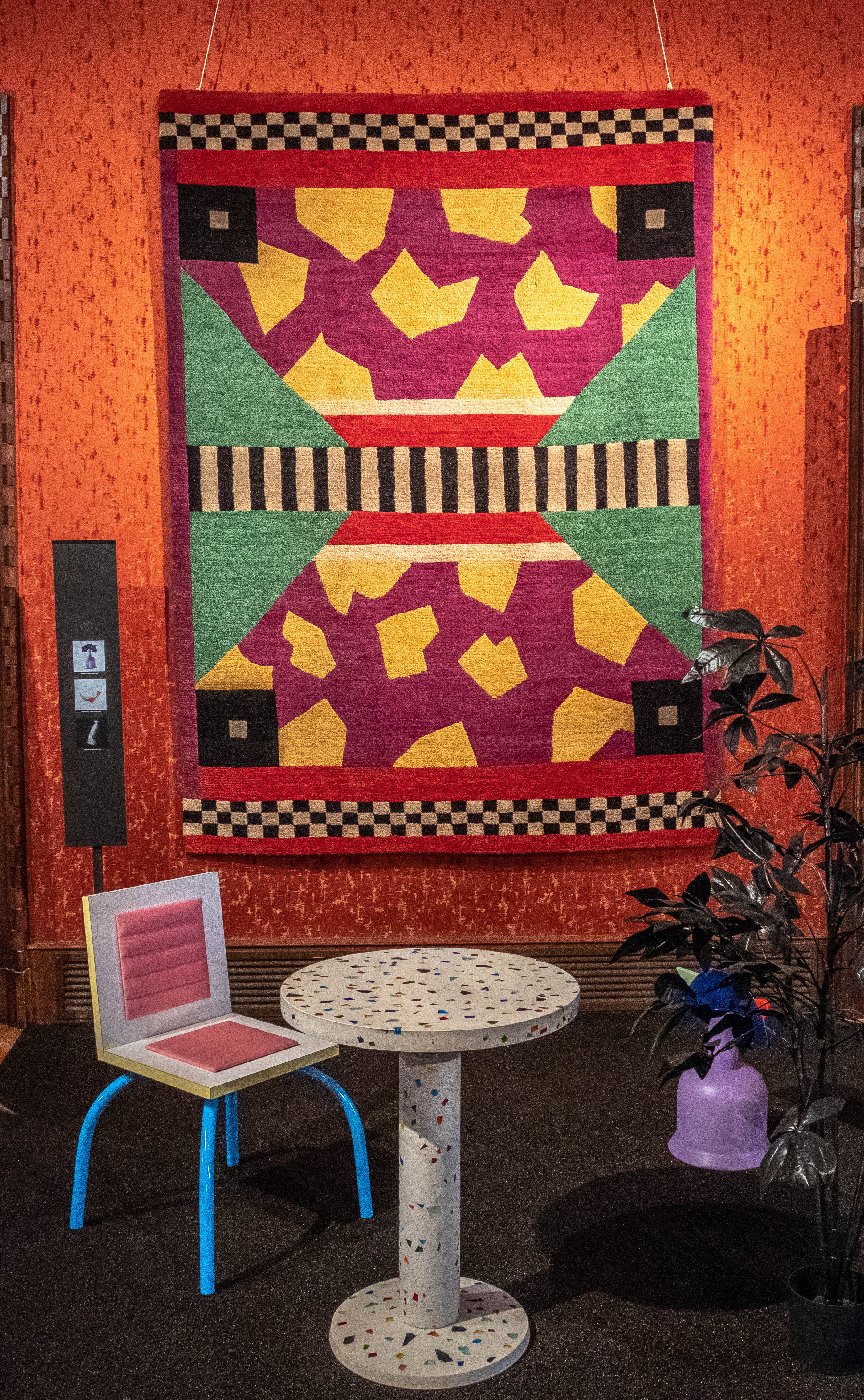
Teppich „Arizona“, Memphis Milano, Design: Nathalie du Pasquier, 1983

## Solo-Design und Arbeiten
Du Pasquier entwirft seit circa 10 Jahren wieder Textilien: 2014 entwickelte sie 43 geometrische Muster für American Apparel. und vertreibt ihre Grafiken über Hay. Zusammen mit ihrem Mann George Sowden gestaltete sie zudem Muster für Decken sowie andere Bettwaren für die Firma Zig Zag Zürich.
Die Ausstellung „BRIC“, die im Oktober 2019 im Hauptsitz der Keramikfirma Mutina in Modena, Italien, gezeigt wurde, umfasste sieben Skulpturen von du Pasquier. Es handelt sich dabei um eine ortsspezifische Installation, die wie eine Art Baustelle wirkt und die Grenzen zwischen Architektur und Skulptur verschwimmen lässt: Handelt es sich um kleine Türme oder große Sockel? Könnten es Totems sein oder Häuser? Die Kollektion war ein solcher Erfolg, dass Mutina ein ähnliches Ziegelmaterial wie das von du Pasquier unter der Bezeichnung „BRAC“ als Trennwandelement aus Terrakotta herstellte, das in fünf Texturen erhältlich ist. Später entwarf du Pasquier auch Dessins für Seidenschals für Luxus-Marken wie Hermès oder für Kleider von Valentino.

## Arbeitsstil
In den letzten Jahrzehnten ist du Pasquier von der Darstellung zwei- und dreidimensionaler Objekte fasziniert. Lange Zeit schuf sie dreidimensionale Stillleben, die wie eine Kulisse aus verschiedenen Elementen wirken – zunächst aus Alltagsgegenständen, später aus eigens konzipierten, handwerklich gefertigten Holzkonstruktionen. Du Pasquier, die sich selbst als „Malerin, die ihre eigenen Modelle herstellt“ bezeichnet, nimmt oft diese dreidimensionalen Objekte, um sie dann mit kräftigen Farben „verflacht“ auf die Leinwand oder Papier zu malen. Entsprechend interpretieren ihre Gemälde und Figuren abstrakte Kunst auf eine neue, zeitgemäße Art. Sie ist keine Anhängerin von digitalen Technologien und bevorzugt daher einen technikarmen Ansatz. Die meisten ihrer Werke werden mit Bleistift auf Papier angefertigt. Du Pasquier sagt, dass sie danach strebt, „Elemente zusammenzustellen, die interessant zu malen sind“.
Du Pasquier beschrieb die Beziehung zwischen ihrem Frühwerk und ihrem späteren Schaffen als „eine Kette von Gedanken, die einander folgen. Es wäre unmöglich, die beiden nicht miteinander zu verbinden, selbst wenn ich mich irgendwann entschließen würde, Malerin zu werden“.

## Werke und Publikationen
- 10 Tappeti Moderni = 10 Moderne Teppiche, 1986, mit George Sowden
- Viaggio Tranquillo, 1993
- Nathalie du Pasquier, 2001, mit Peter Cherry
- Nathalie du Pasquier: domino, 2002.
- Arranging Things: A Rhetoric of Object Placement (Illustrator), 2003, mit Leonard Koren
- Square Paintings, 2011
- 1/16 du Pasquier, 2011
- Achtung! Blumen!, 2012 mit Steve Piccolo
- Nathalie du Pasquier: Don't Take These Drawings Seriously, mit Omar Sosa, powerHouse Books, New York 2015
- How Many, Rookie Books, Basel 2022